# タンパ

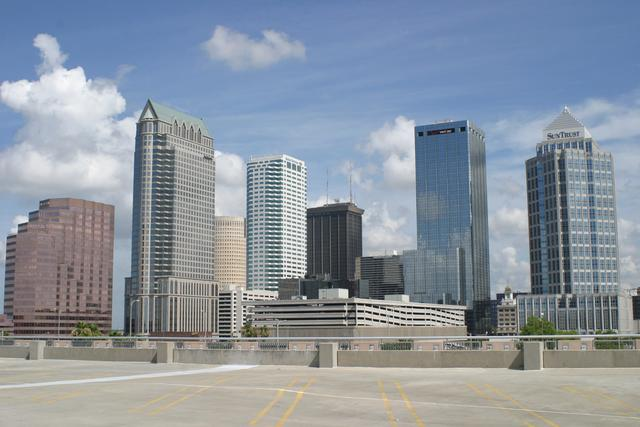
タンパの都心

タンパ（英: Tampa）は、アメリカ合衆国フロリダ州の都市。ヒルズボロ郡の郡庁所在地である。人口は38万4959人（2020年）。アメリカ湾岸のタンパ湾の奥に位置する商工業及び観光、保養都市。隣接するセントピーターズバーグ、クリアウォーターと共に人口300万人の都市圏を形成する。マイアミやジャクソンビルと並んでフロリダ州の経済の中心地の一つである。

## 概要

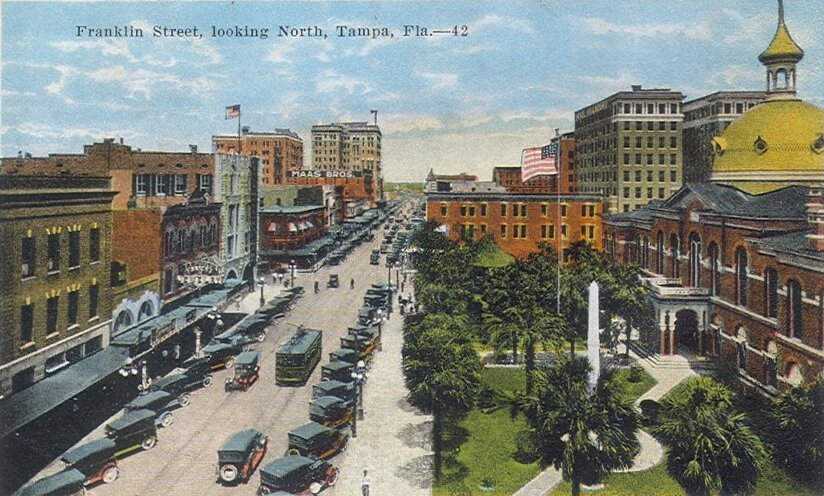
1910-20年代頃のフランクリン通り（北側から）

フロリダ半島西岸の中心的な都市。気候が年中温暖という利点からアメリカ国内からの移住者で人口は増加傾向にある。
1823年に集落を結成、天然の良港に恵まれ、漁業が盛んであった。1883年に近辺でリンを産出。後に果物、木材、葉巻タバコの集散地として発展する。近年はオーランドと共にシリコンエレクトロニクスベルトの中枢を占め、半導体産業が発達。
メキシコ湾岸有数の大都市だが、観光業も発達しており、ヨットやクルーザーなどマリンスポーツのメッカである。
イギリスが発表する「グローバリゼーションと世界都市研究ネットワーク」(GaWC) の2019年版においては「ベータ－」の都市と評価された。
隣接するマクディール空軍基地はアメリカ中央軍の司令部所在地である。

## 地理

ヒルズボロ郡内の位置

タンパは、フロリダ半島西側に位置するタンパ湾の中にある。市域の一部は湾に突き出している。座標は、北緯27度56分51秒 西経82度27分31秒 / 北緯27.94750度 西経82.45861度。
アメリカ合衆国統計局によると、この都市は総面積441.9 km2 (170.6 mi2) である。このうち290.3 km2 (112.1 mi2) が陸地で151.6 km2 (58.5 mi2) が水地域である。総面積の34.31%が水地域となっている。
数多くの泉があり、ケイブダイビングが盛んである。マナティーがすむクリスタルリバーが有名。

## 人口
| タンパ市 年代別の人口 1, 2 |
| 1850年 - 974人 (Z) 1860年 - 不明 1870年 - 796人 1880年 - 720人 1890年 - 5,532人 1900年 - 15,839人 1910年 - 37,782人 1920年 - 51,608人 1930年 - 101,161人 1940年 - 108,391人 1950年 - 124,681人 1960年 - 274,970人 1970年 - 277,714人 1980年 - 271,523人 1990年 - 280,015人 2000年 - 303,447人 2010年 - 335,709人 2020年 - 384,959人 |

2000年度国勢調査によると、タンパの人口は303,447人、124,758世帯、及び71,236家族が暮らしている。人口密度は1,045.4/km2 (2,707.8/mi2) である。467.8/km2 (1,211.6/mi2) の平均的な密度に135,776軒の住宅が建っている。この都市の人種的な構成は白人64.22% (ヒスパニック以外の白人51.0%)、アフリカン・アメリカン26.07%、先住民及びアラスカ先住民0.38%、アジア2.15%、ハワイアン及び他の太平洋諸島系0.09%、その他の人種4.17%、及び混血2.92%である。人口の19.29%はヒスパニックまたはラテン系である。
124,758世帯のうち、27.6%が18歳未満の子供と一緒に生活しており、36.4%は夫婦で生活している。16.1%は未婚の女性が世帯主であり、42.9%は結婚していない。33.7%は1人以上の独身の居住者が住んでおり、10.2%は65歳以上で独身である。1世帯の平均人数は2.36人であり、結婚している家庭の場合は、3.07人である。
この都市内の住民は24.6%が18歳未満の未成年、18歳以上24歳以下が10.0%、25歳以上44歳以下が32.3%、45歳以上64歳以下が20.5%、及び65歳以上が12.5%にわたっている。中央値年齢は35歳である。女性100人ごとに対して男性は95.3人である。18歳以上の女性100人ごとに対して男性は92.1人である。
世帯ごとの平均的な収入は34,415米ドルであり、家族ごとの平均的な収入は40,517米ドルである。男性は31,452米ドルに対して女性は26,133米ドルの平均的な収入がある。この都市の一人当たりの収入 (per capita income) は21,953米ドルである。人口の18.1%及び家族の14.0% は貧困線以下である。全人口のうち18歳未満の26.8%及び65歳以上の15.1%は貧困線以下の生活を送っている。

## 治安
- 2023年10月29日、ハロウィーンで賑わう街頭で銃撃事件が発生。2人が死亡、16人が負傷した。銃撃は対立する若者のグループの間で起きたケンカが発展したもので、22歳の男が殺人容疑で逮捕された[2]。

## スポーツ

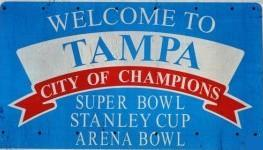
ようこそタンパ・チャンピオンズの町へ

タンパは3つのメジャースポーツチームの本拠地となっている。市内への道には「ようこそタンパ・チャンピオンズの町へ」(City of Champions : Super Bowl / Stanley Cup / Arena Bowl) という表示がある。
- MLB：タンパベイ・レイズ：セントピーターズバーグのトロピカーナ・フィールド
  - フロリダ・ステート・リーグ（A級）：タンパ・ヤンキース：タンパのレジェンズ・フィールド
  - 加えて、MLBニューヨーク・ヤンキースはジョージ・M・スタインブレナー・フィールドにてスプリングトレーニングを行う。
- NFL：タンパベイ・バッカニアーズ：タンパのレイモンド・ジェームス・スタジアム
- USFL: タンパベイ・バンディッツ　(消滅)
- XFL: タンパベイ・バイパーズ (消滅)
- NHL：タンパベイ・ライトニング：タンパのアマリー・アリーナ
- AFL：タンパベイ・ストーム：タンパのアマリー・アリーナ
- MLS：タンパベイ・ミューティニー（消滅）

1930年代よりプロレスリングが盛ん。カール・ゴッチ、ハルク・ホーガン、バリー・ウィンダム、レックス・ルーガー、ダスティ・ローデスら著名選手が居住した。1960年代初旬より日本人のヒロ・マツダが居住し、1970年代にはレスリング&柔道スクールを開校し、ハルク・ホーガン、ポール・オンドーフ、レックス・ルーガー、谷津嘉章、武藤敬司らを育成した。日本プロレス界に多大な影響を与えたカール・ゴッチ宅には、藤波辰爾、佐山サトル、藤原喜明、前田日明、高田延彦らが居住して修行した。

## 交通

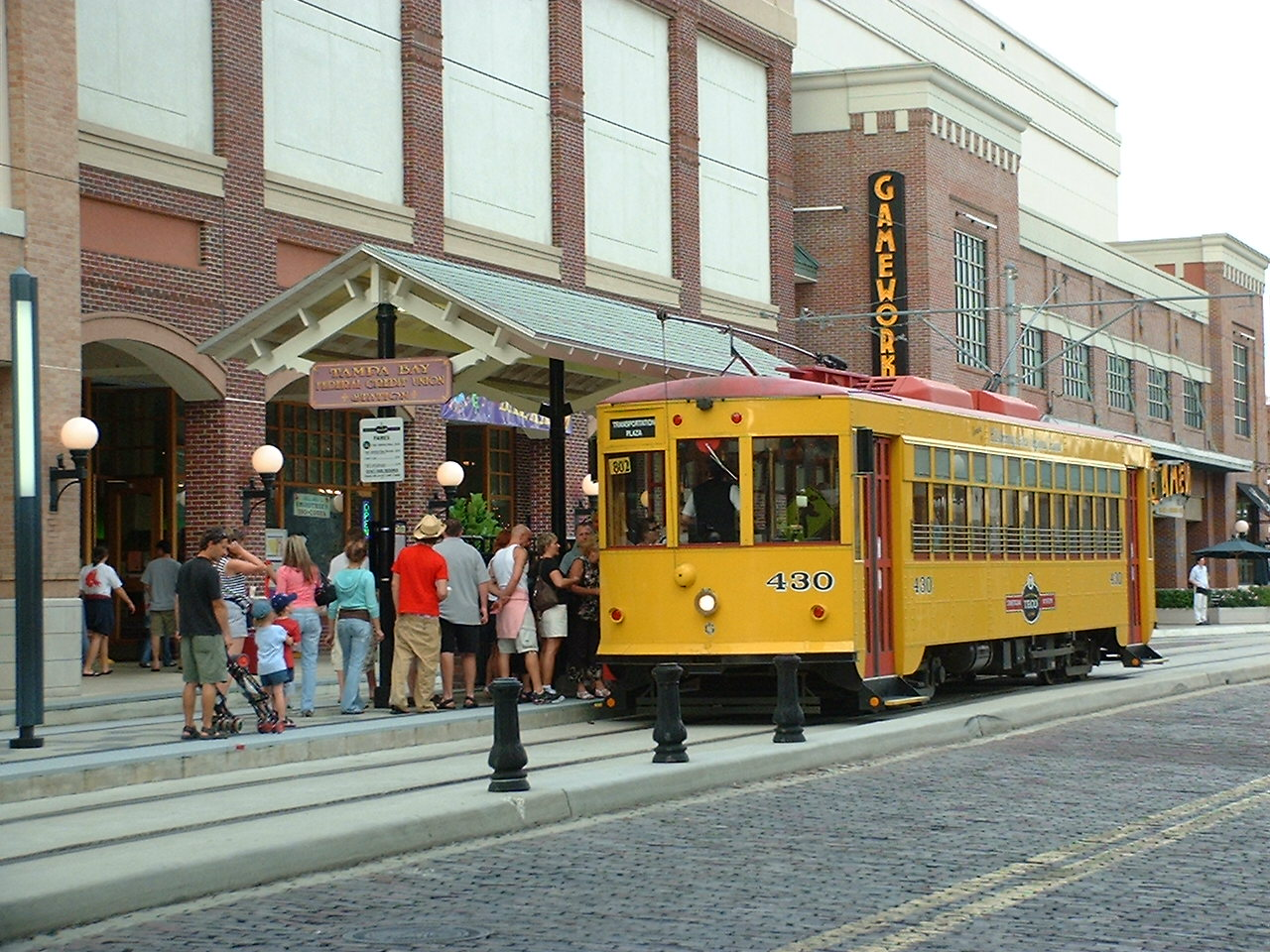
Channelsideで乗客を乗せているTECO（タンパ電気会社）市電

### 空港
タンパ国際空港はフロリダで4番目に利用者が多い空港である。2003年にConde Nast旅行雑誌が、この空港の創造性と建物のデザインに対してアメリカ合衆国の中で1位及び世界で3位のランクを付けた。
タンパ湾の対岸にはセントピータースバーグ・クリアウオーター国際空港がある。

### 鉄道
タンパ・ユニオン駅がダウンタウンに隣接しており、アムトラック の長距離列車が発着する。

### 港湾
チャネル地区に位置するタンパ港はフロリダ州最大の港湾施設を備えている。クルーズ船の寄港が多い。

## 教育

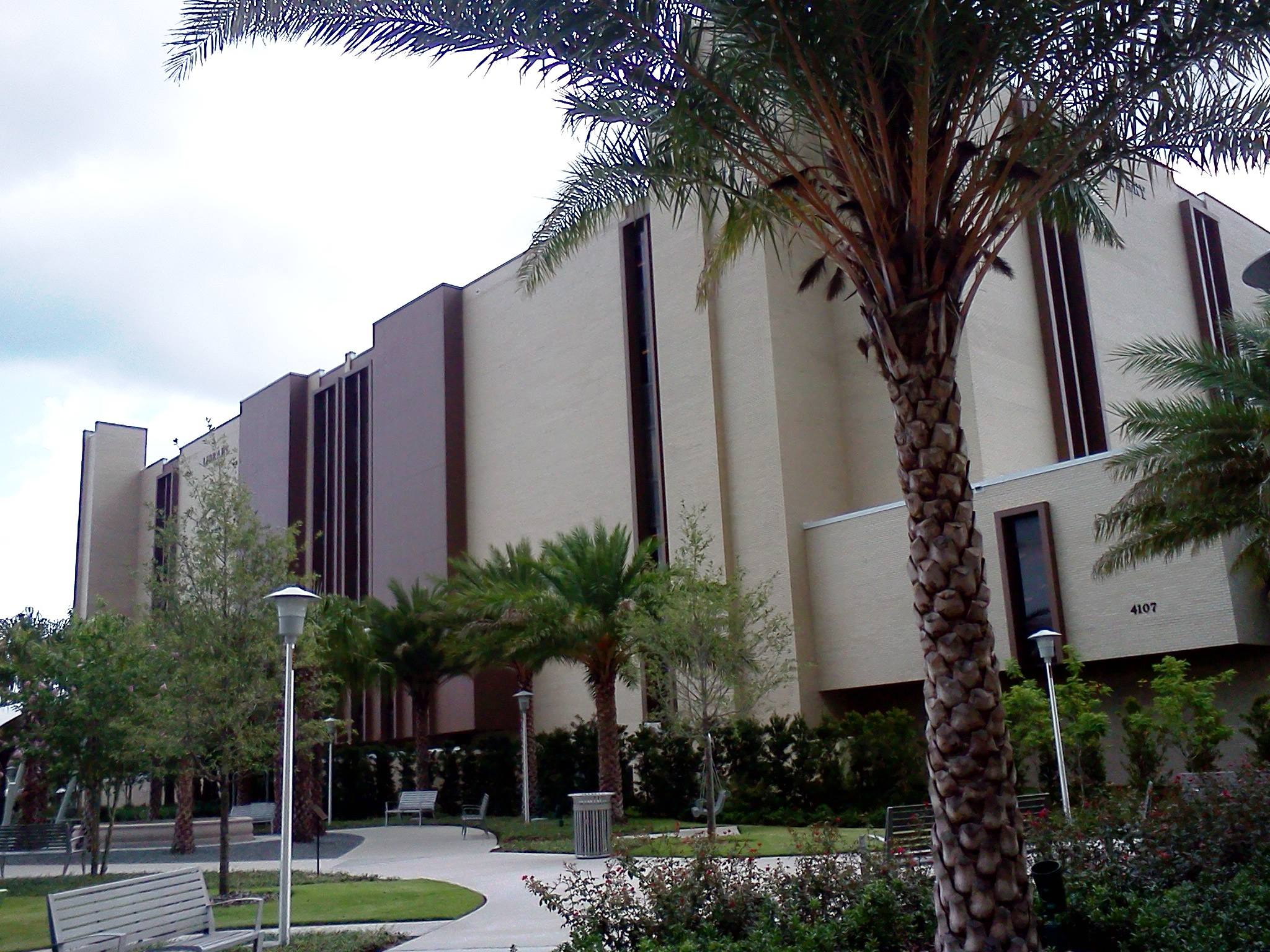
USF図書館

- サウスフロリダ大学（USF）

## 姉妹都市
| - アグリジェント (イタリア) - バランキージャ (コロンビア共和国) - コルドバ (アルゼンチン) - グラナダ (ニカラグア) - アシュドッド (イスラエル) | - イズミル (トルコ) - ル・アーヴル (フランス) - オビエド (スペイン) - カマリネス・スル州 (フィリピン) |

### 公式
- City of Tampa （タンパ市政） （英語）

### 博物館
| - Tampa Museum of Art （タンパ美術館） （英語） - Tampa Bay Performing Arts Center （タンパ・ベイ舞台芸術センター） （英語） - Tampa Bay History Center （タンパ・ベイ歴史博物館） （英語） - MOSI (Museum of Science and Industry・理工博物館) （英語） | - The Florida Aquarium （フロリダ水族館） （英語） - Lowry Park Zoo （ラウリー動物園） （英語） - Henry B. Plant Museum （ヘンリー・ビー・プラント歴史博物館） （英語） - Busch Gardens （ブッシュガーデン動物遊園地） （日本語） |

### 新聞
- Tampa Bay Times （英語）
- La Gaceta （英語）
- Tampa Tribune （英語）

### 大学
- University of South Florida　（南フロリダ大学） （英語）
- University of Tampa タンパ大学

### 地図
- Google ローカル （日本語）